# Vladimir Kouzmine
Pour les articles homonymes, voir Kouzmine.
Kouzmine, Vladimir Borissovitch (Влади́мир Бори́сович Кузьми́н), né le 31 mai 1955 à Moscou, est un chanteur de rock soviétique et russe multi-instrumentiste, rock-vocaliste et auteur de chansons. Depuis 1983, Vladimir Kouzmine a publié 28 albums solo et deux albums au sein du groupe de rock Dinamik et a écrit plus de 300 chansons.

## Biographie

### Enfance et jeunesse
Vladimir Kouzmine est né le 31 mai 1955 à Moscou. Son père était officier de marine, Boris Grigorevitch Kouzmine (1928—2013) et sa mère, Natalia Ivanovna Kouzmina, était professeur de langues étrangères. Peu de temps après sa naissance, son père Boris est muté à la Flotte du Nord. Volodia [diminutif de Vladimir] était bon élève à l'école et a écrit très tôt ses premières chansons. Pour les fêtes de fin d'année scolaire, il dirige un groupe qui non seulement produit ses chansons mais aussi parfois celles des Beatles et des Rolling Stones. Cela peut paraître étonnant mais, contrairement à une idée reçue, ce n'était déjà plus réprimé en Union Soviétique.
De 1978 à 1983, il a étudié à l'école de musique de Dniepropetrovsk (République socialiste soviétique d'Ukraine). Il s'y est montré doué, notamment en apprenant rapidement la flûte à partir de zéro et en dépassant ses camarades ; il présenta aux examens des morceaux difficiles comme Le Vol du bourdon de Rimsky-Korsakov.

### Début de la carrière musicale
En 1977, après avoir fini Université d’État des Voies de Communication de Moscou, il trouve sa place dans le groupe «espoir» en tant que guitariste.
Puis il va dans le groupe  "VIA pierres précieuses", où il a travaillé pendant près d'un an. En 1979, réuni avec Alexander Barykin, Vladimir Kouzmine a donné la première du groupe "Carnaval", lequel avait atteint une grande popularité à Moscou.

### Déroulement de la carrière
Entre 1979 et 1982 il a fait partie du Groupe Carnaval puis, entre 1982 et 1985, du groupe Dinamik. Il a participé à ses première et deuxième recompositions
En 1985, le groupe sort l'album "la musique des fils télégraphiques." Pour des raisons inconnues, l'album a été interdit en Union soviétique.
Kouzmine a beaucoup gagné en popularité grâce à sa coopération avec Alla Pougatcheva. Il a été soliste dans sa chanson Recital. Il est apparu avec elle dans la finale du festival «Chanson de l'Année» en 1986. Il lui a également écrit des chansons. En février 1987, il participe au festival de la chanson italienne de San Remo. Jusque-là, il n'était connut que pour sa musique rock. 
En 1987, dans l'album «Mélodies» (Мелодии) sort le premier solo de Vladimir Kouzmine «mon amour» (Моя любовь).
En 1987 Kouzmine et Pougatcheva ont enregistré une série de chansons intitulées «Lui, elle et la pluie» (Он, она и дождь). Une partie fut incluse dans l'album "Roméo et Juliette" mais c'est seulement en 1997 qu'ils réalisèrent  leur idée d'album dans «Deux étoiles» (Две звезды).
En mars 1987, Kouzmine fonda la deuxième version du groupe Dinamik: Alexander Stepanenko (saxophone), Valentin Lёzov (basse, ex-«Arsenal», «Rock-studio»), Alexander Goriatchev (guitare, ex-«Gulliver», «Brigada S»), Alexandre («Bach») Bahurets (batterie) et Alexandre Téléguine (alias Alexandre Kouzmine, claviers). Après avoir quitté le groupe, V. Liozova a commencé à jouer de la basse. A. Téléguine (alias Alexander Kouzmine et Alexandre Diogo) a été remplacé par le claviériste Igor Len (ancien «Copernic», «Obermaneken», «Centre»). Après une courte période de répétition Kouzmine est allé avec le groupe en tournée. Ainsi, en décembre 1988, il joue aux Halles de Schaerbeek. Il y rencontre un groupe belge, le "John Lauwers Band" qui fera avec lui, en juin 1989, une tournée en Sibérie (Vladivostok, Nadkotka, Komsomolsk, Khabarovsk).
Il fait d'autres tournées avec succès et des albums, dont les «Larmes de feu» (Слёзы в огне).
En 1991-1992, le groupe Dinamik poursuit sa carrière en Californie, où sont enregistrés deux albums en langue anglaise, réalisés dans des discothèques, avec des musiciens californiens.
À la fin de 1992, Vladimir est retourné à Moscou et a travaillé avec de nouveaux musiciens car presque tous les anciens membres de son groupe étaient restés en Amérique. En 1993 Kouzmine a commencé à tourner et enregistrer de nouveaux albums live et studio en solo.

## Famille
Son jeune frère, Alexander Kuzmin (alias Alexander Téléguine dans le groupe Dinamik et «Sanya Diogo» (de San Diego), autrefois un joueur de clavier dans "Dinamik"), a vécu à San Diego depuis 1992 où il a son propre studio d'enregistrement «Sex (t) -Akkord». En 2010, il retourne en Russie, où il réside actuellement.
Vladimir Kuzmin s'est marié trois fois avec :
Tatiana Artemiev (1977-1985), poétesse qui a écrit les paroles de certaines de ses chansons. De ce mariage sont nés trois enfants. 
En 1990, il s'est mariée avec le modèle américain Kelly Curzon. 
Il est actuellement marié à Ekaterina Trofimova.
Il fut aussi en concubinage avec l'actrice de cinéma Vera Sotnikova (de 1993  à 2000).
Vladimir Kouzmine a eu cinq enfants : Elizavéta Kouzmina (1977—2002), Stépan Kouzmin (1983—2009), Sonia Kouzmina(1985) qui est aussi chanteuse, née hors mariage, primée lors de l'émission musicale de télévision «la fabrique des étoiles-3» - Marta Kouzmina (1986) (avec Irina Miltsina) et Nicol (1987) (de son ancienne groupie de Rostov-sur-le-Don Tatiana) mais adopté par Nikita Kouzmina (1988).
Le 13 décembre 2002, Elizavéta Kouzmina fut assassinée dans son propre appartement à Moscou.
Le 18 octobre 2009 à Moscou, Stépan Kouzmine a trouvé la mort alors qu'il tentait d'échapper à l'incendie de son appartement, situé au 18e étage d'où il tomba en tentant de fuir.
Le nom de son fils Nikita Kuzmin apparaît dans une grande escroquerie, par transactions financières illicites et le blanchiment d'argent aux États-Unis.

## Prix et récompenses
- Par décret du Président russe Dmitri Medvedev du 7 janvier 2011, il a reçu le titre d'Artiste du peuple de Russie.
- Titulaire de l'Ordre «Service à l'Art», «à la gloire de la patrie».
- 1986 — Prix «chanson de l'année» en duo avec Alla Pougatcheva «Deux étoiles».
- 1988 — Prix «chanson de l'année» (chanson «Capitaine»).
- 1999 — Prix «chanson de l'année» (chanson «Je ne t'oublierai jamais»)[3].
- 2000 — Prix «Gramophone d'or» (chanson «Seuil»).
- 2003 — Prix «gramophone d'or» (chanson «le récit de ma vie»).
- 2004 — Prix «chanson de l'année» (chanson «730 jours dans l'année»).
- 2005 — Prix «chanson de l'année» (Chanson «Огонек» - Ogoniek).
- 2006 — Prix «chanson de l'année» (Chanson «Tu es tout pour moi»).

## Discographie

### Avec Dinamik
- 1982 : Dinamik I
- 1982 : Dinamik II

### Avec Centre
- 1983 : L'hôtesse de l'air de la ligne des étés

### En solo
- 1983 : Возьми с собой
- 1984 : Чудо-сновидения
- 1985 : La voix (Голос)
- 1985 : Музыка телеграфных проводов (la musique des fils télégraphiques)
- 1985 : Mon amour (Моя любовь)[4]
- 1986 : Пока не пришёл понедельник
- 1987 : Ромео и Джульетта (Roméo et Juliette)
- 1988 : Porte ton regard sur moi aujourd'hui (Смотри на меня сегодня)
- 1989 : Les larmes de feu (Слёзы в огне)
- 1991 : Dirty Sounds
- 1992 : Crazy About Rock’n’Roll
- 1992 : Мa copine chanceuse (Моя подруга Удача )
- 1994 : Attraction céleste (Небесное притяжение)
- 1995 : Небесное-притяжение (attraction céleste)[5]
- 1996 : Les sept mers (Семь морей)
- 1997 : Deux étoiles (Две звезды)[6]
- 1997 : Грешный ангел (l'ange déchu)
- 1999 : Nos meilleurs jours (Наши лучшие дни)
- 2000 : Сети
- 2001 : Рокер (rockeur)
- 2002 : Рокер-2 (rockeur 2)
- 2003 : О чём-то лучшем
- 2006 : Святой ручей
- 2007 : Taïna (Тайна)
- 2012 : End or Fin (Диск 1 Эпилог)
- 2013 : End or Fin (Диск 2 Организм)
- 2013 : End or Fin (Диск 3 Интерферон)
- 2014 : End or Fin (Диск 4 Ангелы-мечты)